# Joseph-Félix Bouchor
Pour les articles homonymes, voir Bouchor.
Joseph-Félix Bouchor né à Paris le 15 septembre 1853 et mort dans la même ville le 27 octobre 1937 est un peintre français.
Il est le frère du poète Maurice Bouchor (1855-1929).

## Biographie

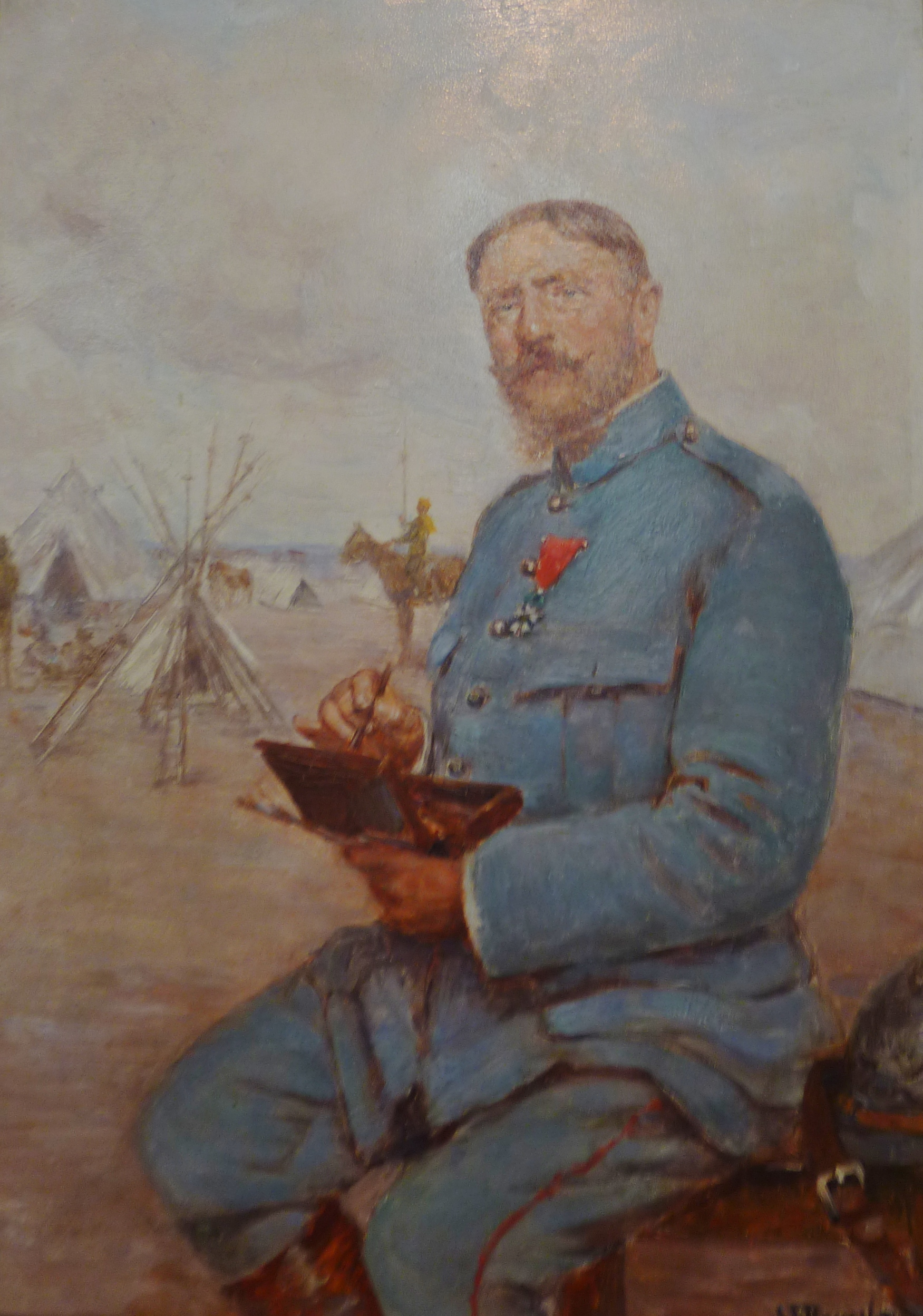
Autoportrait de Joseph-Félix Bouchor en peintre de l'armée, Noyon, musée du Noyonnais.

### Formation et reconnaissance
Joseph-Félix Bouchor est élève à l'École des beaux-arts de Paris. Il expose en 1878 au Salon des artistes français. De 1886 à 1901, il demeure à Freneuse mais utilise de temps à autre une partie de l'atelier du peintre Antonio de La Gandara, rue Monsieur-le-Prince à Paris. Il expose à l'Exposition nationale et coloniale de Rouen en 1896. Il est médaillé à l'Exposition universelle de 1889 et à celle de 1900. Il est nommé chevalier de la Légion d'honneur en 1900, puis promu officier du même ordre plus tard en 1921.

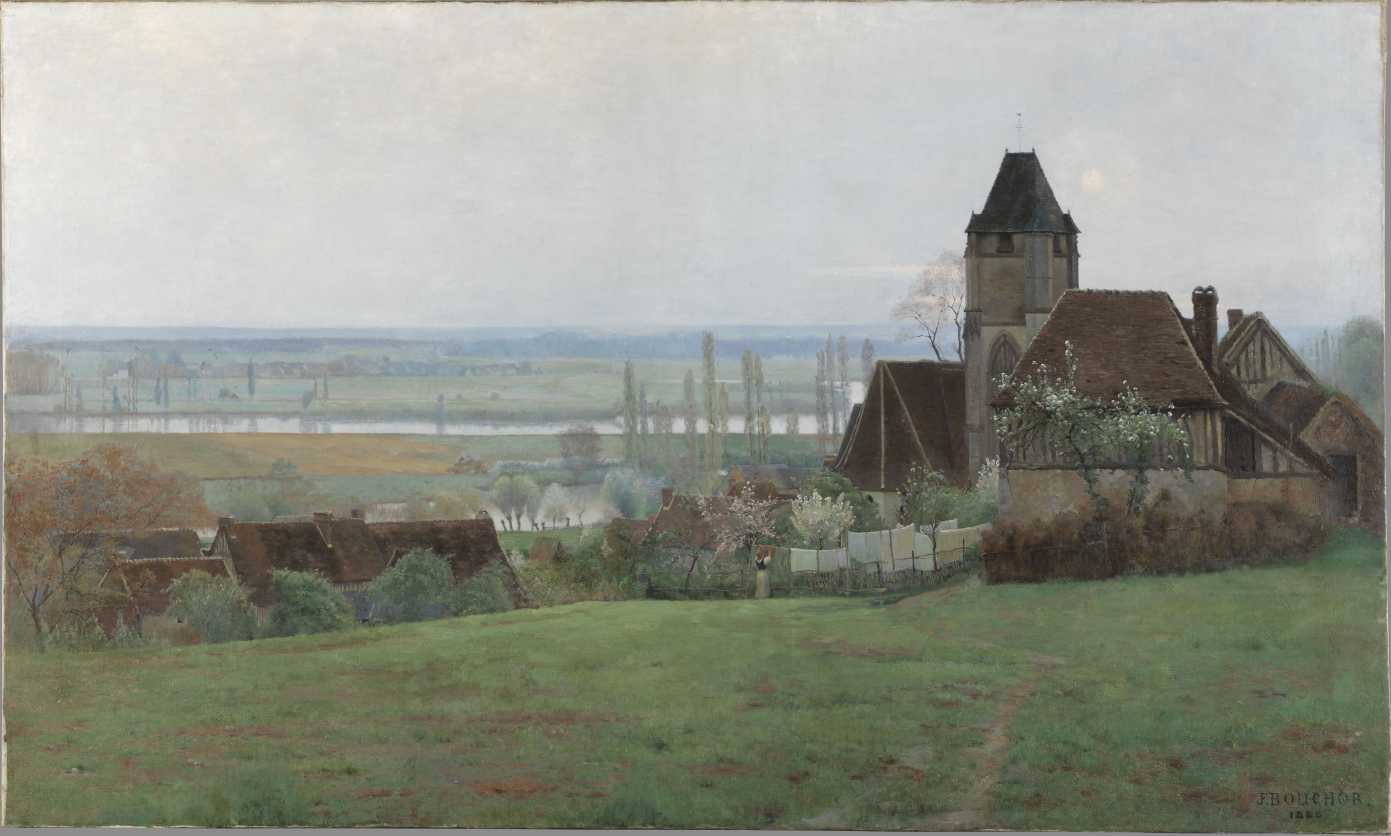
Le Printemps au Val-Freneuse, 1888, huile sur toile, 121 x 202 cm. Nemours, Château-Musée, 1903.116.1

### Engagement durant la Première Guerre mondiale
Lorsque la Première Guerre mondiale éclate, Joseph-Félix Bouchor veut s’engager. Cependant le peintre, âgé de 61 ans, est trop âgé pour partir au front. Il va donc mettre son art au service de la Grande Guerre en devenant peintre de l’armée. Si Bouchor ne s’était jusque-là pas consacré à la peinture militaire – alors qu’on voit naître et se développer à la fin du XIXe siècle un intérêt pour ces sujets – le peintre avait fait la connaissance de membres de la Société de peintres militaires. Dans les milieux mondains qu’il fréquente il rencontre notamment François Flameng (1856-1926), président d’honneur de la Société de peintres militaires avec qui il se lie d’amitié, et Édouard Detaille (1848-1912), considéré comme le chef de file de la peinture militaire. Ces relations lui permettent en 1914 de faire partie des artistes envoyés sur le front. En effet le général Gustave Léon Niox, alors directeur du musée de l’Armée et gouverneur de l’Hôtel des Invalides, charge plusieurs artistes de documenter la guerre et de rapporter des vues des champs de bataille. Bouchor figure parmi ces peintres missionnés par le musée de l’Armée, il devient dès lors un « témoin de la Grande Guerre ».  
Au titre de peintre de l’armée, il dispose d’un laissez-passer qui lui permet de circuler dans la zone des armées. Il parcourt ainsi la France en automobile et se rend sur les grands champs de bataille : la Marne, Verdun, l’Artois, la Somme. Il représente « les paysages dévastés, la quotidienneté des soldats anonymes […], des chefs militaires qu’il rencontre ». Malgré ses souhaits, il ne se rendra jamais dans des secteurs où les batailles font rage. Il travaille en première ligne mais seulement dans des secteurs plus calmes. Il gagne tout d’abord la région de Reims avec la première mission du musée, en décembre, en compagnie de François Flameng et Henry Jacquier. On le retrouve ensuite près de Verdun et de Nancy. Début janvier 1915, il est en Argonne, puis dans le sud de l’Alsace avant de repasser en Argonne et de repartir pour l’Alsace en juillet. Fin octobre-début novembre, il se trouve en Artois et en Belgique. Entre septembre 1916 et 1917, il est missionné dans la Somme : il se rend alors sur un terrain qui depuis deux mois est le théâtre d’affrontements violents et meurtriers. A l’été 1917, il est sur le champ de bataille de Verdun où il voit de ses propres yeux l’horreur de la bataille de 1916.  
Toutes ses œuvres participent à un effort patriotique. Elles sont donc exposées dès 1916 à Paris puis éditées, devenant des cartes postales et constituant des ouvrages illustrés destinés à servir de propagande. Cette mission et cette fonction de peintre d’armée font sa fierté. Il se met ainsi en scène dans trois autoportraits (Autoportrait assis au camp britannique de Daours en septembre 1916, Autoportrait avec le capitaine David Gray en 1919 & Autoportrait avec le capitaine Charles Delvert en 1919) et s’intègre à son tableau Au quartier général du général Fayolle à Maricourt dans la Somme, 31 août 1916 où il se représente en uniforme avec sa Légion d’honneur.  
Ses missions prennent fin avec la guerre. En 1921 il est fait Officier de la Légion d’honneur pour son œuvre militaire. Nombre de ses œuvres de la guerre sont reproduites dans les ouvrages qu’il a publiés, seul et en collaboration avec le capitaine Delvert. 

#### Les drapeaux, emblèmes symboliques
Dans un premier temps on le charge, à la fin de l’année 1914, de peindre des drapeaux et plus spécifiquement les drapeaux ennemis allemands pris par les troupes françaises lors des opérations militaires ainsi que leur cérémonie d’arrivée aux Invalides à Paris. Ces tableaux traduisent la victoire de la France sur l’Allemagne et sont dès lors porteurs d’un symbolisme fort. Il est ainsi l’auteur des premières œuvres de la guerre entrées au musée de l’Armée, relatives à l’arrivée aux invalides de ces emblèmes pris à l’ennemi, en octobre 1914.

#### Les portraits officiels des grands hommes
Par la suite le peintre déplace son regard sur les hommes de cette guerre et réalise de nombreux portraits. Décorés de leur grade, vêtus de leur habit militaire, ressortant sur un fond blanc, officiers et généraux français et alliés prennent vie sous son pinceau. Il prend un soin tout particulier à représenter les insignes et les médailles, les costumes et les couvre-chefs, se passionnant pour l’apparat militaire. Très réalistes, ses portraits sont le résultat d’un travail soigné de recherche. Ses tableaux présentent ainsi les acteurs de la Première Guerre mondiale et participent à « un devoir de reconnaissance » vis-à-vis de ces derniers. 

#### La mise en lumière des troupes coloniales
Il va aussi consacrer un certain nombre de ses œuvres aux soldats des troupes coloniales : des Africains d’Afrique occidentale et équatoriale, des Malgaches, des Somalis, des Indochinois, des Kanaks mais aussi des Polynésiens. Il met tout particulièrement en avant le régiment des Indes et les Anzacs, un corps d’armée composé de troupes australiennes et néo-zélandaises renommé « Corps australien ». Bouchor s’intéresse aux soldats indiens dans Indiens sous la tente au camp de Daours et Lancier indien au camp de Daours, le 20 septembre 1916, aux australiens et néozélandais avec Australiens 1st Anzac corps et aux maoris comme dans Néozélandais et Maori. Il témoigne ainsi de l’engagement de ces soldats trop souvent oubliés et de leur place dans l’histoire de la Grande Guerre, leur conférant dans ses tableaux une dignité. 

#### Le quotidien de la Grande Guerre: dans la vie d'un soldat
En plus de représenter les acteurs de la Grande Guerre dans des portraits officiels, Joseph-Félix Bouchor dépeint le quotidien des soldats et dresse leur portrait, entre détermination et camaraderie. Dans ces tableaux les soldats marchent, jouent, se baignent, mangent ou encore se rendent à la messe. L’huile sur bois Soldats britanniques sur la route de Villers-Bretonneux (Somme) peinte en septembre 1917 et conservée au musée de Picardie d’Amiens en est une des meilleures illustrations. Ces toiles peuvent être rapprochées de celles représentant Freneuse et la vie agricole. Dans l’ouvrage Joseph-Félix Bouchor : Portraits d’hommes dans la Grande Guerre, l’auteur dresse un parallèle entre les œuvres La Collation des moissonneurs et Soldats britanniques déjeunant au bord de l’Ancre en mars 1917. En effet on peut voir des similitudes dans la composition et le traitement des détails de ces deux scènes prosaïques de repas.

#### Les machines de guerre
Le matériel de guerre va également captiver le peintre et capturer son attention. À ses peintures de Freneuse où la nature dominait s’opposent des tableaux gagnés par la mécanique qui trouve son expression dans l’artillerie lourde et les véhicules blindés de la Grande Guerre. Il représente avec minutie les machines puissantes, symboles des progrès industriels, comme dans Tank Schneider avant l’assaut, 27 mai 1918 (huile/carton, musée franco-américain du château de Blérancourt). Les armes de guerre et les batteries font l’objet de nombre de ses tableaux comme dans son œuvre Tank anglais gisant sur le champ de bataille de Thiepval (huile sur toile, mars 1917, musée de Picardie, Amiens). Ici le tank est pareil à un corps étendu, un vestige des combats. Il montre la défaillance et la finitude de ces machines censées représenter la modernité mais n’ayant apportées que le chaos, qui finissent elles aussi à l’état de carcasse.

#### Destruction et désolation
Enfin on retrouve dans nombre des œuvres de Bouchor les ruines, les lieux qui ne ressortent pas indemnes du conflit. Celles-ci « témoignent pour lui de la « barbarie allemande » et soutiennent un discours patriotique ». Il montre la réalité de la guerre et ses conséquences matérielles. Il va par exemple représenter La Cathédrale de Reims (huile sur bois, 1917, musée franco-américain du château de Blérancourt) bombardée le 19 septembre 1914 et massivement endommagée entre 1914 et 1918. Dans son tableau il peint l’édifice de face : sa façade demeure mais la nef derrière est détruite et le ciel apparaît à l’endroit où elle se tenait auparavant. Il montre la cathédrale encore debout - bien que partiellement touchée et amputée de certaines de ses parties - au milieu des ruines de la ville. Sur son parvis, une statue intacte de Jeanne d’Arc se dresse : aux yeux de Bouchor elle symbolise la résistance face à l’ennemi allemand. Il va aussi montrer Amiens détruite, les maisons effondrées comme dans Maison bombardée devant la cathédrale d’Amiens (huile sur bois, juin 1918, musée de Picardie, Amiens). Dans la même veine il peint les lieux dévastés, les paysages marqués par des entailles qui conservent les cicatrices des affrontements. 

#### Nouveaux sujets, nouveau terrain d'exploration, nouvelle technique
Dans le cadre de ces missions, Bouchor va devoir faire face à des contraintes : contrairement à Freneuse et en Bretagne il ne peut pas « prendre son temps et […] retourner plusieurs fois sur le motif ». Ces années en tant que peintre de l’armée vont donc le pousser à adapter sa technique. Ainsi il va représenter en aplats de couleurs l’artillerie sur les champs de bataille et la vie au front. Il va jouer sur la lumière afin de capturer l’instantanéité des scènes et traduire les différents moments de la journée et leurs impressions. Il va aussi choisir de peindre en série dans le but d’accentuer cette dimension, capturant des instants à quelques minutes d’intervalle afin de souligner leur caractère éphémère. Par ses cadrages, très photographiques, au plus près des soldats, le peintre nous fait pénétrer dans le quotidien de ces hommes. On voit, dans cette manière de représenter, l’influence de l’Impressionnisme et d’artistes comme Édouard Manet - qu’il avait eu l’occasion de rencontrer - et Claude Monet - qu’il connaissait. Ses peintures revêtent une dimension documentaire : « il peint la guerre comme il a peint les scènes de genre et les paysages en temps de paix ».

### Après la guerre: art et voyage
Il effectue après la guerre un long voyage en Égypte, en Algérie et au Maroc et se rapprocha des peintres orientalistes. Il illustrera ainsi plusieurs livres, dont Le Maroc des frères Tharaud et Marrakech dans les palmes d'André Chevrillon.

### Postérité
Des fonds de ses peintures sont conservées au musée du Noyonnais à Noyon (peintures orientalistes) et au musée des Beaux-Arts La Cohue de Vannes (peintures consacrées à la Bretagne), léguées par le peintre à ces villes en 1936, ainsi qu'à la mairie de Freneuse (œuvres normandes). Une de ses peintures marocaines est conservée à Paris au musée d'Orsay. Plusieurs œuvres relatives à la Première Guerre mondiale sont conservées au musée national de la Coopération franco-américaine à Blérancourt, ainsi que seize tableaux au musée de l'Armée à Paris.
Le musée d'Elbeuf lui consacrera une exposition rétrospective durant l'été 2015.
Depuis 2014, jusqu'en 2018, le musée de Picardie, à Amiens, organise, dans le cadre de la mission centenaire de la Première Guerre mondiale, une exposition « Joseph-Félix Bouchor, portraits d'hommes dans la Grande Guerre » proposant de découvrir ou redécouvrir les œuvres de l'artiste des collections du musée. D'abord exposées au Safran, centre culturel situé au nord d'Amiens, les œuvres sont parties à Péronne, au musée Alfred-Danicourt, en 2015. Depuis le mois de juin 2016, quelques tableaux de Bouchor issus de cette exposition itinérante sont exposés au château de Querrieu à Querrieu chez Yola D'Alcantara, ancienne présidente de l'Association des amis des musées d'Amiens[réf. nécessaire].
Au musée des Beaux-Arts La Cohue de Vannes se tient l'exposition « Joseph Félix Bouchor. Instants de vie » du 19 avril au 30 septembre 2019, conçue en partenariat avec le musée du Noyonnais de Noyon, avec la publication d'un catalogue d'exposition paru aux éditions In Fine en 2019.

## Distinctions
- Officier de la Légion d'honneur (28 décembre 1921)[12]

## Publications
- Joseph-Félix Bouchor et Charles Delvert, Verdun 1914-1918. Hommage aux morts pour la patrie, Paris, Librairie Aristide Quillet, s.d. [1920].
- Camille Mauclair & J.-F. Bouchor " La Bretagne ", 30 planches en couleur d'après les tableaux du peintre, Henri Laurens Éditeur, Paris, 1932

## Œuvres dans les collections publiques
- Gray, musée Baron-Martin : Avril, la greffe des pommiers en Normandie à Freneuse.
- Nemours, Château-Musée : L’Oasis de Biskra (1886) ; Le Printemps au Val-Freneuse (1888)
- Noyon, musée du Noyonnais : 288 tableaux donnés par l'artiste à la Ville et à la Société historique en 1936, dont L'Autoportrait en peintre des armées.
- Vannes, musée des Beaux-Arts La Cohue :
  - Lavoir en Moëlan ;
  - Le Marché aux cochons d'Auray ;
  - La Voiture aux laines ;
  - La Pointe du Raz par gros temps ;
  - Les Petites Bigoudènes ;
  - Les Pataugeuses.

Œuvres de Joseph-Félix Bouchor
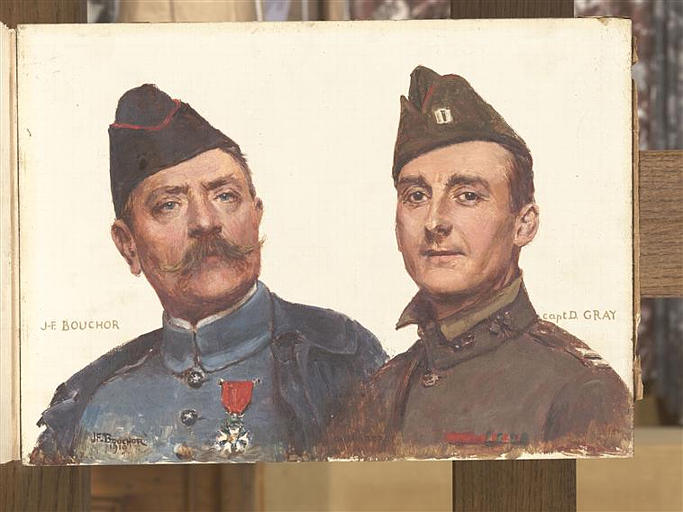
Double portrait de Joseph Félix Bouchor et son ami le capitaine David Gray (1919), Blérancourt, musée franco-américain[13].
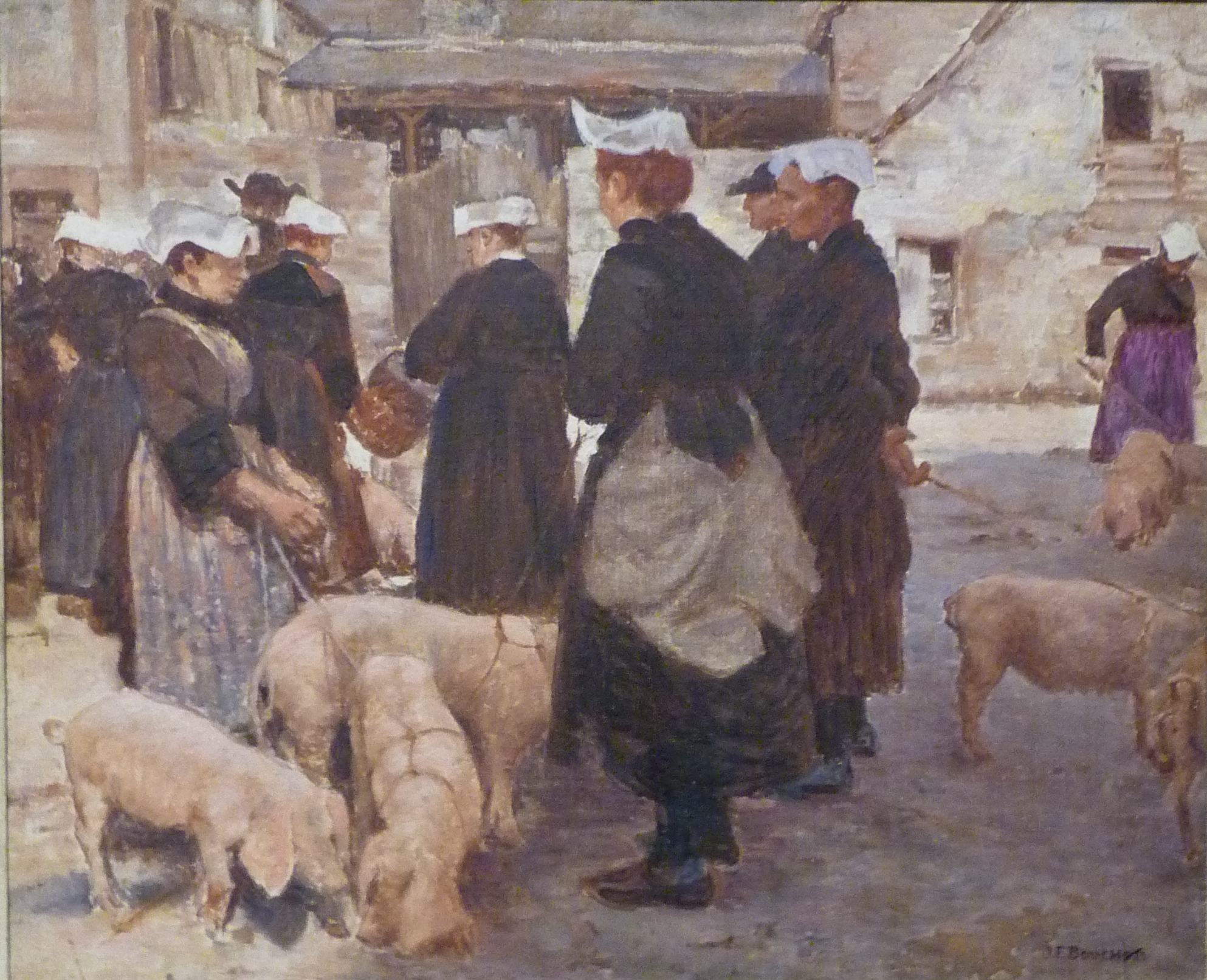
Le Marché aux cochons d'Auray, Vannes, musée des Beaux-Arts La Cohue.
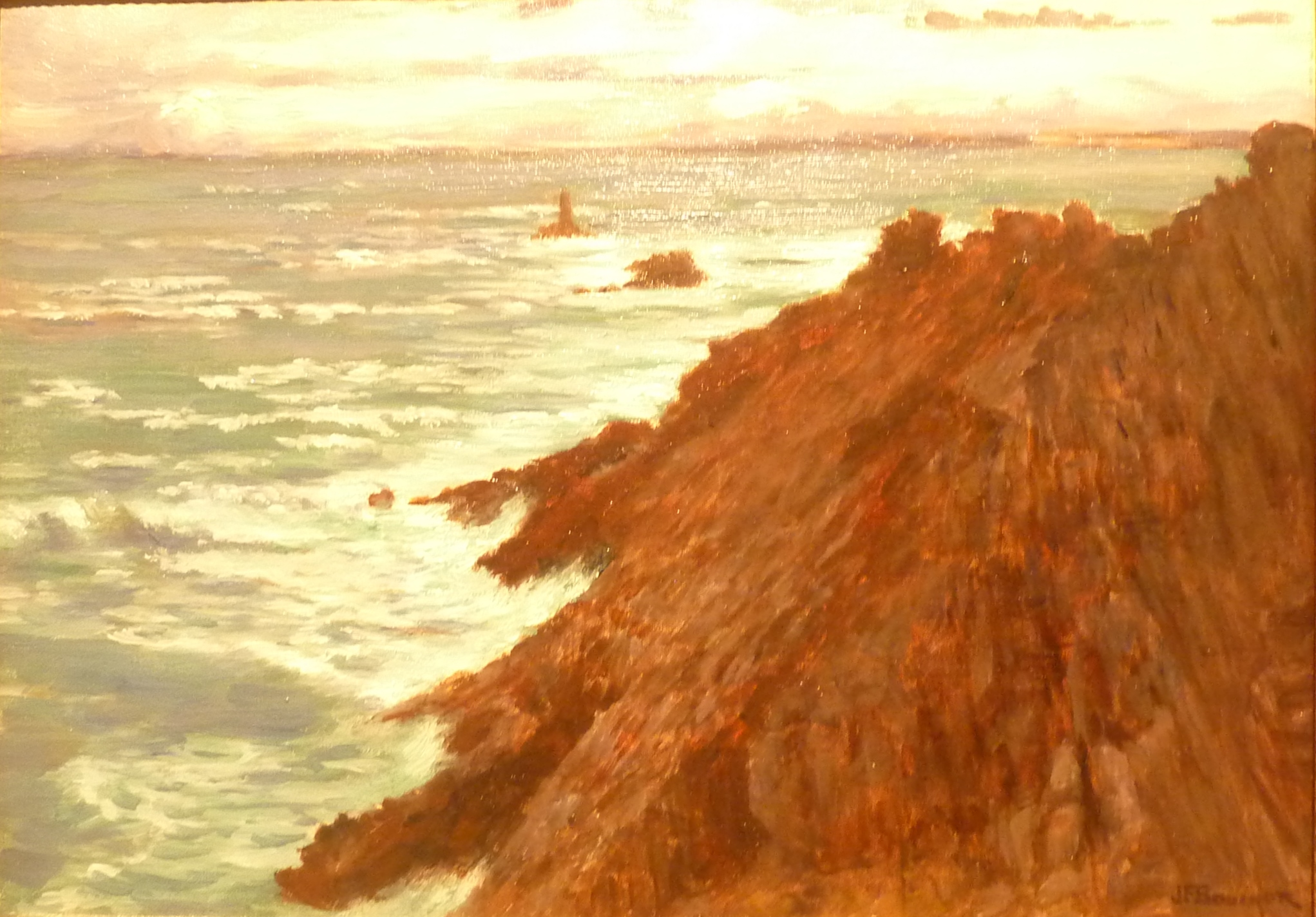
La Pointe du Raz par gros temps, Vannes, musée des Beaux-Arts La Cohue.
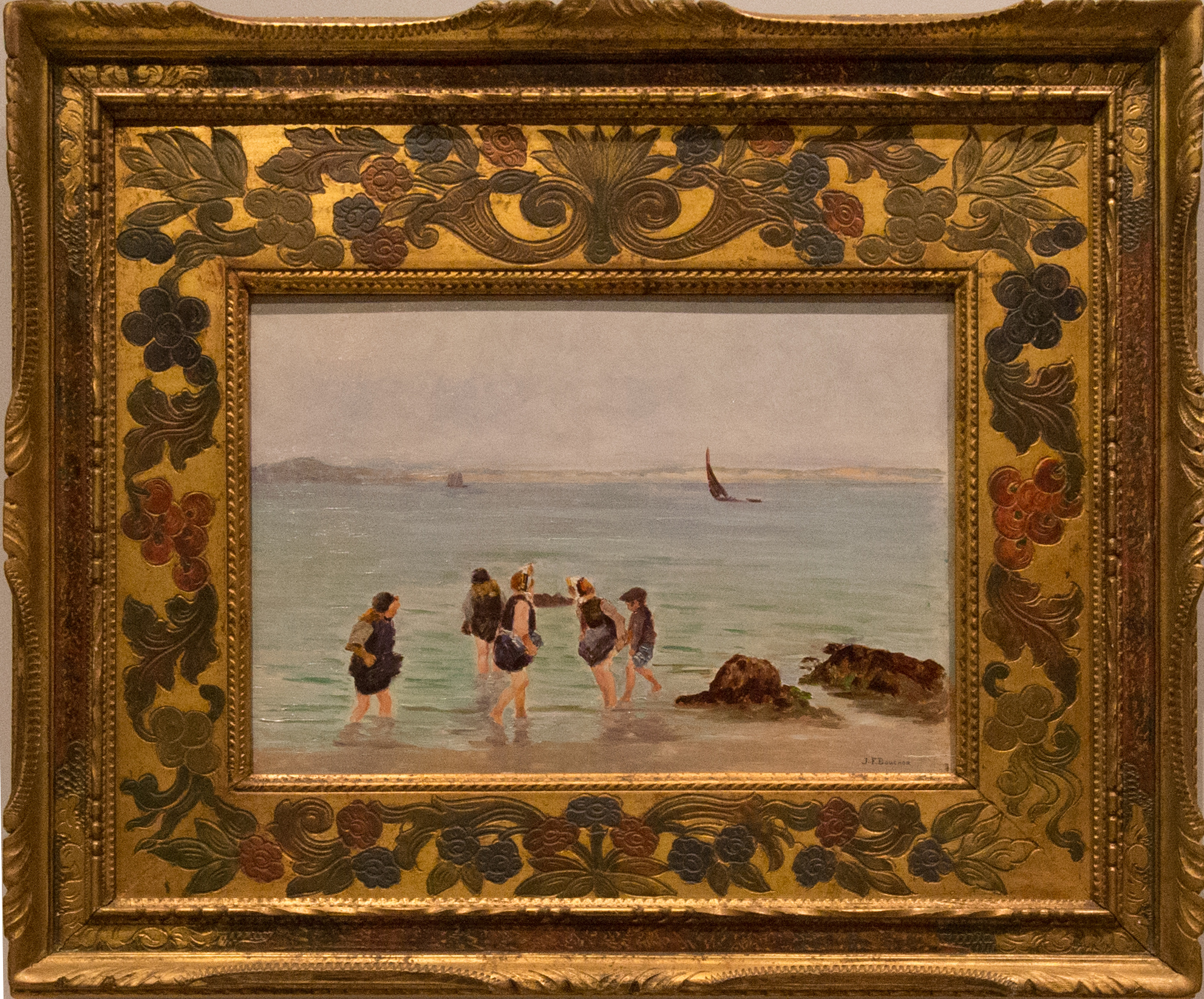
Les Petites Bigoudènes, Vannes, musée des Beaux-Arts La Cohue.
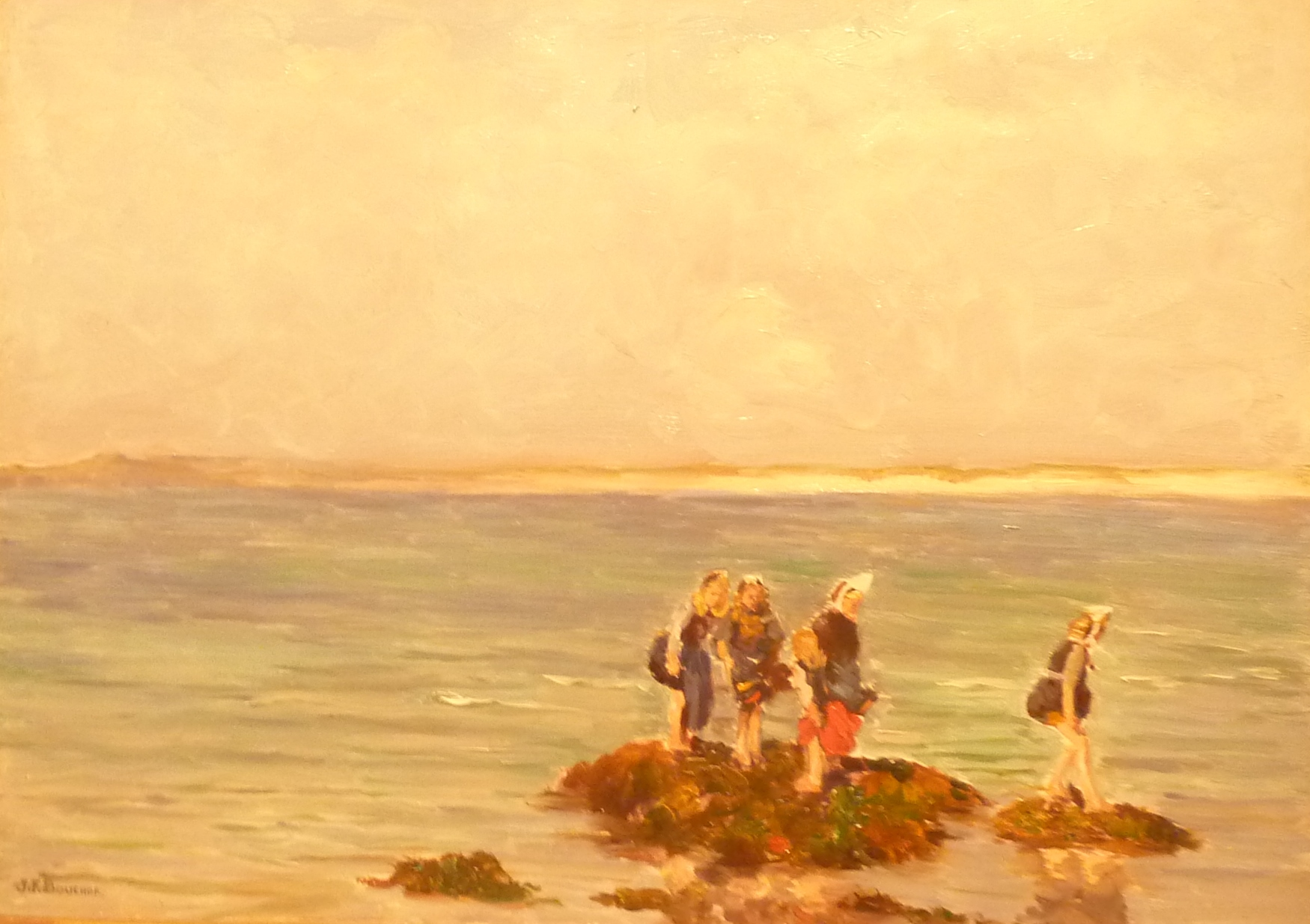
Les Pataugeuses, Vannes, musée des Beaux-Arts La Cohue.
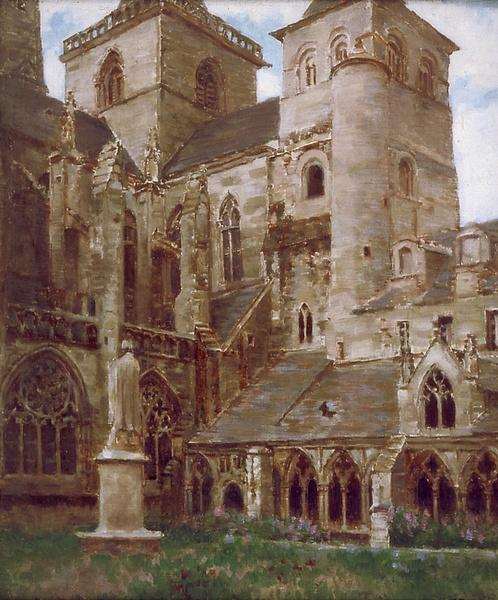
Le Cloître de Tréguier, musée des Beaux-Arts de Nantes.
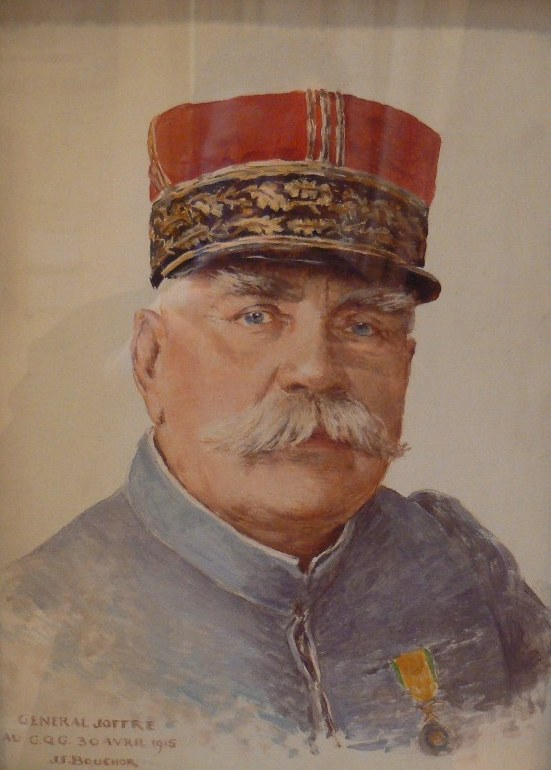
Le Général Joseph Joffre en 1915, Paris, musée Carnavalet.
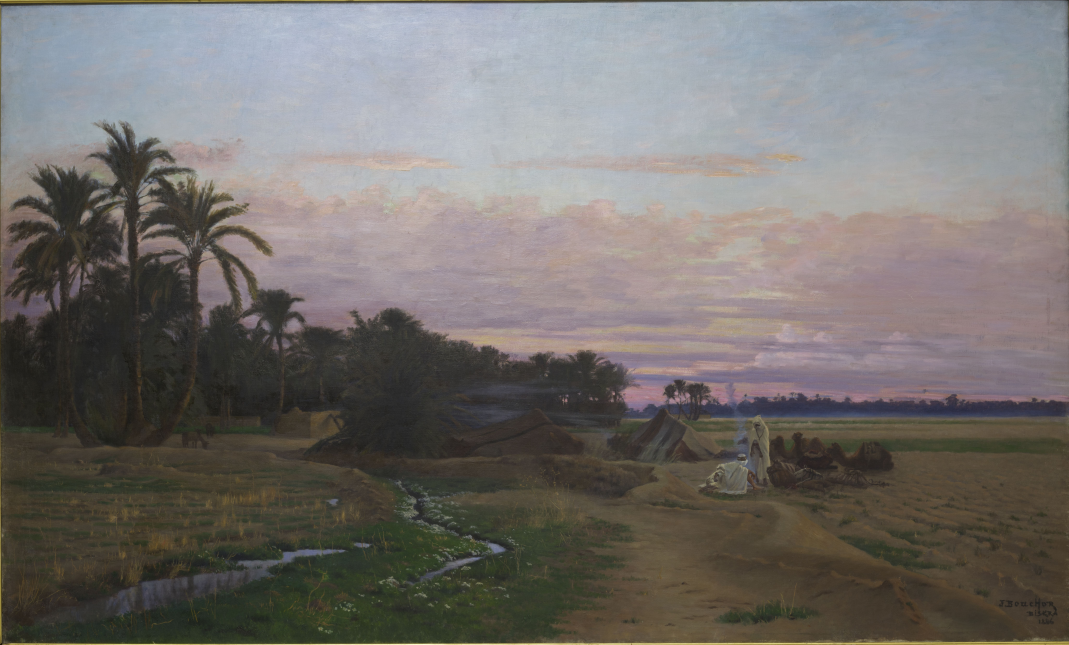
L’Oasis de Biskra, 1886, huile sur toile, 120 x 200 cm. Nemours, Château-Musée, 1903.117.1